# Kang Zhang
Kang Zhang (chinesisch: 张康; geboren in Chengdu, Provinz Sichuan) ist ein chinesisch-amerikanischer Augenarzt, der sich auf ophthalmologische Genetik und Alterungsprozesse im Auge spezialisiert hat. Er ist Professor an der medizinischen Fakultät der Macau University of Science and Technology.

## Leben und Wirken
Zhang erhielt 1984 seinen  Bachelor of Science in Biochemie von der Sichuan-Universität in Chengdu. 1991 schloss er sein Studium mit einem Ph. D. in Genetik bei der Harvard University ab. Anschließend erlangte er 1995 seinen MD-Abschluss im Rahmen des gemeinsamen MD-Programms der Harvard University Medical School und des Massachusetts Institute of Technology mit der magna cum laude. Nach Abschluss einer Ausbildung zum Augenarzt am Wilmer Eye Institute der Johns Hopkins University wurde Zhang Assistent am Cole Eye Institute der Cleveland Clinic Foundation. Er absolvierte ein Retina-Stipendium an der University of Utah und wurde anschließend von 2002 bis 2006 Assistenzprofessor an der University of Utah.
Er war Professor für Augenheilkunde und Gründungsdirektor des Institute for Genomic Medicine an der University of California, San Diego wurde 2019 Professor an der  medizinischen Fakultät der Macau University of Science and Technology.

## Forschungsschwerpunkte
Zhang ist besonders bekannt für seine Arbeiten zu Lanosterin, Stammzellforschung (insbesondere limbale Stammzellen), Genmanipulation und künstlicher Intelligenz.
2013 stellte er zusammen mit Trey Ideker fest, dass die molekulare Alterungsuhr durch Blut und Gewebe gemessen werden kann, und nutzte epigenetische Marker. 2014 untersuchte er zusammen mit Yizhi Liu und Xiangdong Fu Mechanismen und entwickelte eine neue Methode zur Reparatur und Regeneration limbaler Stammzellen.  Zhang war auch Pionier beim Einsatz künstlicher Intelligenz bei der Diagnose von Augenkrankheiten.
2015 entdeckte Zhang, dass Lanosterol in Form von Augentropfen zur Vorbeugung von Katarakten eingesetzt werden kann.